# Grundy mama
Grundy mama (Mrs. Grundy, korrektebb megnevezéssel Ms. Grundy) egy fiktív és „általános” személy, angolszász nyelvterületen újabban gyakran az átlag háziasszonyt jelölik e szóval. Eredetileg ez az alak az emberek mindennapi életét gúzsba kötő társadalmi konvenciók kifigurázásaként született, az olyan emberek ellen, akik örömmel és gyorsan ítélnek meg másokat. Ő a folyton figyelő szomszéd, aki furcsa vagy annak tűnő szokásaink felett ítéletet mond.
Grundy mama Thomas Morton (1764–1838) angol író szüleménye, egy 1798-as színművében (Speed the Plough, kb. Gyorsítsd az ekét!) jelenik meg, de nem mint a dráma egyik szereplője, hanem csak az egyik szereplő, Dame Ashfield megjegyzéseiben, aki rá állandóan mint követendő mintára hivatkozik.

## Kapcsolódó szócikk
- Grundy mama játéka